# Bahía de Patanemo
La Bahía de Patanemo es una playa del Estado Carabobo en Venezuela. 
Se encuentra ubicada dentro del Parque nacional San Esteban, muy cerca de Borburata (Hogar de anacardo). Esta debe su nombre al lugar donde se encuentra ubicada, el Pueblo de Patanemo. 
Esta amplia bahía está formada por un valle inundado, comprendido entre la punta de Yapascua, al Este y Punta Peñón al Oeste. Sus costa oriental y occidental, rocosas y escarpadas, presentando al sur una ancha playa arenosa de aproximadamente 800 m de longitud. Al extremo sudoeste se advierte la Laguna de la Bocaína. Cubre un área aproximada de 328 has, con un largo promedio de 2400 m y una anchura de 2 km .

## Lagunas de Patanemo
La Laguna de la Bocaina está ubicada al extremo oeste y rodeada de una abundante vegetación de manglares y cocoteros.
Por otra parte Yapascua, aunque más retirada, tiene un poco más de conocimiento masivo. Situada hacia el este, en el límite con el estado Aragua, esta ensenada tiene dos posibilidades de acceso. La más económica es una travesía a pie que dura alrededor de 90 minutos para atravesar dos montañas y un pantano. La otra más cómoda: alquilar una lancha que tarda 20 minutos. La playa está protegida por un arrecife y ofrece como particularidad una laguna turquesa de aguas salada.